# 沃爾索爾茨鄉

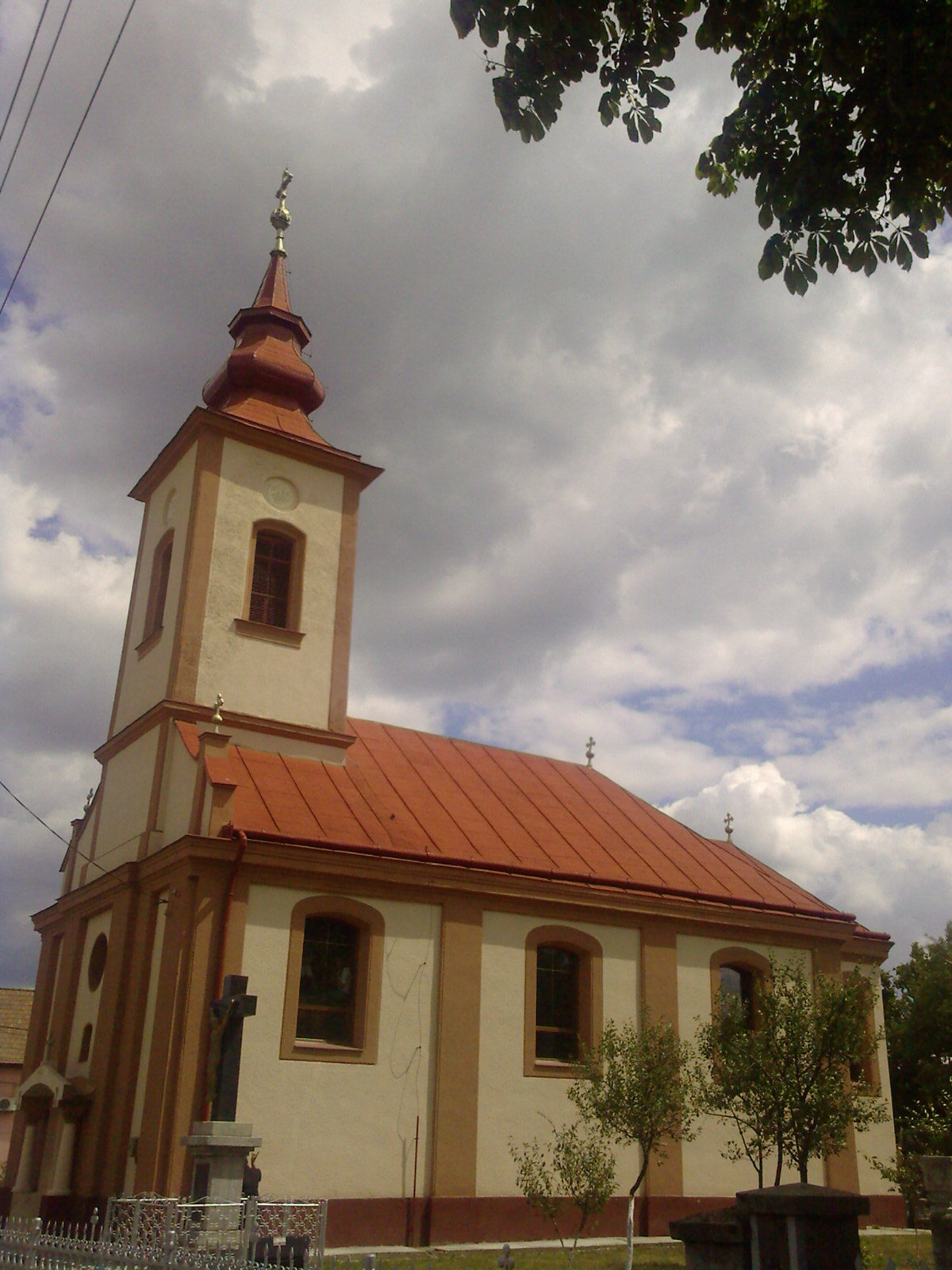

47°12′N 22°56′E / 47.200°N 22.933°E
沃爾索爾茨鄉（羅馬尼亞語：Comuna Vârșolț, Sălaj），是羅馬尼亞的鄉份，位於該國西北部，由瑟拉日縣負責管轄，面積32平方公里，海拔高度250米，2007年人口2,390，人口密度每平方公里75人。